# Saltia edwardsi
Saltia edwardsi là một loài bướm đêm trong họ Noctuidae.